# Globo d’oro/Bester Kurzfilm
Globo d’oro: Bester Kurzfilm (Globo d'oro al miglior cortometraggio)
Dieser Filmpreis wird seit 2011 vergeben.
| Jahr | Filmtitel        | Regie              |
| ---- | ---------------- | ------------------ |
| 2011 | Deu ci sia       | Gianluca Tarditi   |
| 2012 | La casa di Ester | Stefano Chiodini   |
| 2013 | L’appuntamento   | Gianpiero Alicchio |
| 2014 | nicht vergeben   | nicht vergeben     |